# Maglić (Serbia)
Maglić (serbocroata cirílico: Маглић; alemán: Bulkes o Pfalzweiler; húngaro: Bulkeszi o Bulkesz; griego: Μαγκλίτς), a veces también denominado Bački Maglić (Бачки Маглић), es un pueblo de Serbia perteneciente al municipio de Bački Petrovac en el distrito de Bačka del Sur de la provincia autónoma de Voivodina.
En 2011 tenía 2486 habitantes. Casi todos los habitantes son étnicamente serbios.
Tiene su origen en una antigua aldea del reino de Hungría denominada "Bulkeszi", que se despobló tras la invasión otomana. Tras la reconquista de la zona por el Imperio Habsburgo, Bulkes fue repoblada a partir de 1786 por colonos alemanes, procedentes principalmente del actual Baden-Wurtemberg. Durante casi dos siglos, el pueblo estuvo casi exclusivamente habitado por suabos del Danubio, por lo que quedó abandonado en 1944 al producirse la expulsión de alemanes tras la Segunda Guerra Mundial. El gobierno yugoslavo aprovechó el hueco para alojar aquí en 1945 a miembros del ELAS, a quienes concedieron derecho de extraterritorialidad griega. En 1948, la ruptura Tito-Stalin  hizo que la mayoría de los griegos se fueran a vivir a Macedonia, quedando otra vez el pueblo casi abandonado, por lo que entre 1949 y 1953 fue repoblado por serbios de diversos lugares de Yugoslavia. Bulkes adoptó su actual topónimo en 1949, en referencia al monte Maglić.
Se ubica en la periferia occidental de la capital municipal Bački Petrovac, sobre la carretera 111 que lleva a Silbaš.